# Karl August Gottschalk
Karl August Gottschalk (* 14. Februar 1777 in Leisnig, Sachsen; † 1. Mai 1843) war ein deutscher Jurist. Er war zuerst als Advokat in Dresden tätig und wurde 1805 Mitglied des dortigen Appellationsgerichts sowie nach dessen Umwandlung in ein Oberappellationsgericht 1834 dessen Vizepräsident. Ferner verfasste er juristische Schriften.

## Leben
Karl August Gottschalk war der Sohn eines in Leisnig tätigen Amtssteuereinnehmers und erhielt durch seine Eltern eine sorgfältige, auch religiös geprägte Erziehung. Er besuchte ab seinem 14. Lebensjahr die Landesschule Pforta, studierte anschließend Rechtswissenschaft an der Universität Leipzig und erwarb 1800 die juristische Doktorwürde durch die Verteidigung seiner Dissertation De legato rei alienae. Daraufhin betrat er die praktische Laufbahn und war mehrere Jahre Sachwalter in Dresden.
Wissenschaftliche Studien behielten für Gottschalk jedoch fortwährend ein überwiegendes Interesse. Eine besonders für die innere Geschichte des sächsischen Rechts wichtiges Werk waren seine Analecta juris Saxonici civilis et ecclesiastici (Leipzig 1804). Der Erfolg des Werks eröffnete ihm bereits 1805 einen neuen Wirkungskreis als Appellationsrat in Dresden. Mit der Arbeit am dortigen Gerichtshof war er überaus zufrieden. Häufig bot sich ihm Gelegenheit, die Praxis mit der Theorie zu verbinden. Unter oft überhäuften Amtsgeschäften wusste Gottschalk durch geregelte Zeiteinteilung, genaues Arbeiten und großen Fleiß stets auch Mußestunden für wissenschaftliche Forschungen zu finden, deren Ergebnisse er in Büchern niederlegte. 1816 erschienen seine Selecta disceptationum forensium capita in drei Oktavbänden. Die zweite, stark vermehrte Auflage dieses umfassenden Werks kam 1826–30 heraus. König Anton von Sachsen überreichte Gottschalk für die Dedikation dieses Werks einen Brillantring. Als 1834 das Dresdner Appellationsgericht infolge der nach dem Jahr 1830 im Königreich Sachsen eintretenden Veränderungen in ein Oberappellationsgericht umgewandelt wurde, erhielt Gottschalk die Stelle eines Vizepräsidenten bei diesem Gerichtshof. Schon 1833 hatte ihm der sächsische König in Anerkennung seiner Tätigkeit das Ritterkreuz des Zivilverdienstordens verliehen.
Auch seine literarische Tätigkeit vernachlässigte Gottschalk weiterhin nicht. Außer den vorhin erwähnten größeren Werken fallen in diese Zeit mehrere kleinere Schriften, in denen er denkwürdige Zeitereignisse feierte oder Freunden seine Verbundenheit bewies. Das Doktorjubiläum seines Kollegen, des Dr. Kind, feierte er durch die Schrift Analecta codicis Dresdensis, quo jus Magdeburgense ac scabinorum sententiae medio aevo latae continentur (Dresden 1824). Ferner verfasste er eine Schrift (De praeceptis de non solvendo praetermissa, Dresden 1831), in der er einem seiner vertrautesten Freunde, dem Direktor der sächsischen Landesregierung Dr. Eisenstuck, zu seiner Ernennung zum Präsidenten des Landesjustizkollegiums beglückwünschte. Das hundertjährige Bestehen des Appellationsgerichts feierte Gottschalk mit der Abhandlung De dotis tam promissae quam ex lege praestandae usuris ad L. 31 Cod. de jur. dot. (Dresden 1834).
Zahlreiche Beiträge verfasste Gottschalk auch für Martins Jahrbücher für Gesetzgebung und Rechtspflege, für die in Leipzig herausgegebene Zeitschrift für Rechtspflege und Verwaltung u. a. Journale. In den genannten Schriften bemühte er sich hauptsächlich, durch ein richtiges Verständnis der Grundlagen des deutschen Rechts eine zu dessen rationellen und organischen Fortführung erforderliche Basis zu schaffen und die Praxis durch die Theorie zu erläutern. Ausgezeichnet waren Gottschalks Schriften sowohl durch die Themenwahl als durch die Art und Weise der Behandlung. In dieser Beziehung ist besonders noch die bereits früher entstandene Abhandlung Libellus de recognitione documentorum judiciali ejusdemque probatione legitima (Dresden 1814) zu erwähnen.
Gottschalk war patriotisch gesinnt und ein entschiedener Anhänger der protestantischen Konfession, ohne deswegen gegen andere christliche Glaubensrichtungen intolerant zu sein, so dass ihn auch katholische Geistliche schätzten. Erholung von den beruflichen Anstrengungen fand er in den Sommermonaten auf einem ihm gehörigen Weinberg bei Dresden. Mit seinem Freund Haubold stand er in stetigem Briefwechsel, meist über Gegenstände des Zivilrechts. An sich selbst und seine Tätigkeit stellte der bescheidene, auf strenge Gerechtigkeitsausübung bedachte Mann die höchsten Anforderungen.
1842 litt Gottschalks Gesundheit durch zweimalige Anfälle von Apoplexie. Ein heftigerer Schlaganfall, der ihm gegen Ende April 1843 befiel, führte am 1. Mai 1843 zu seinem Tod. Er hatte das 66. Lebensjahr erreicht. An seiner Begräbnisfeier nahmen zahlreiche Personen aller Stände teil, darunter viele seiner Freunde, Mitglieder verschiedener Behörden, Sachwalter Dresdens und sogar katholische Geistliche und der Justizminister. So bewies sein Leichenbegängnis die ihm von mehreren Seiten gezollte Achtung.